# Девушка Грегори
«Девушка Грегори» (англ. Gregory's Girl) — британский (шотландский) фильм режиссёра Билла Форсайта. Романтическая комедия о взаимоотношениях школьников переходного возраста. Снятая телевидением Шотландии в 1981 году, лента без участия профессиональных актёров неожиданно даже для создателей получила всемирную известность, была номинирована в нескольких категориях на премию BAFTA, а позже под номером 30 вошла в список 100 лучших британских фильмов за 100 лет по версии BFI. В 1999 году Билл Форсайт снял сиквел на свою же работу — «Две девушки Грегори».

## Сюжет
Высокий нескладный подросток Грегори Ундервуд играет в школьной футбольной команде. Взаимоотношения с тренером не складываются, и тот набирает новых игроков. Среди прочих в команду приходит Дороти — спортсменка, оказавшаяся способным нападающим. Грегори влюбляется в очаровательную девушку. Раньше юноша играл в нападении, но с приходом нового форварда ему достаётся лишь незавидная роль вратаря. В первом же матче он пропускает элементарный удар, но Дороти спасает ситуацию, забивает ответный гол и становится героиней школы. Грегори безумно её ревнует: к участникам команды, обнимающим девушку после очередного забитого гола, к репортёру и фотографу школьной газеты, берущим у неё интервью, к тренеру. По совету своей «не в меру мудрой» десятилетней сестры Грегори приглашает Дороти на свидание, и та соглашается. Но в назначенное время вместо неё приходит подружка Кэрол и сообщает, что Дороти прийти не сможет. Кэрол приглашает юношу в закусочную, но, не дав опомниться, передаёт его другой подружке — Марго. Та тоже общается с ним некоторое время, но вскоре оставляет в обществе следующей одноклассницы Сьюзан. Грегори совершенно сбит с толку. Сьюзан говорит, что розыгрыш был затеян всеми подругами, включая Дороти. Тем не менее, подростки проводят замечательный вечер, всё более и более обнаруживая духовную близость. Прощаясь вечером, они целуются.
При достаточно простом сюжете фильм полон психологическими зарисовками (мучительно сложное приглашение на первое свидание, выбор и репетиция первой фразы, многократное преувеличение в беседе с друзьями своего опыта общения с девушками и так далее), а также сценами из жизни шотландской школы небольшого города близ Глазго.

## В ролях
- Джон Гордон Синклер — Грегори Ундервуд
- Ди Хепбёрн — Дороти
- Клер Гроган — Сьюзан
- Кэролин Гатри — Кэрол
- Джейк Д’Арси — тренер
- Кэрол Макартни — Марго

## Награды
- 1981 год — номинация на премию BAFTA за лучший дебют в главной роли (Синклер);
- 1982 год — премия BAFTA за лучший сценарий (Форсайт), номинации в категориях за лучший фильм и за лучшую режиссуру.
- 1982 год — специальный приз Лондонского кружка кинокритиков (Форсайт).

## Художественные особенности и критика
Роджер Эберт в своей рецензии назвал ленту очаровательной и чрезвычайно смешной картиной о странных подростках, гораздо более цивилизованных и наивных, чем в ряде других фильмах о школе тех лет (критик приводит сравнение с «Класс-1984»). Она наполнена мудрым пониманием проблем молодых людей, но содержит столько откровений об их уязвимости, что её просмотр для школьников может стать даже болезненным. Обозреватели журнала «Variety» отмечают, что обаяние фильма во многом основано на сценах, напрямую не связанных с сюжетом, но раскрывающих особенности характеров персонажей: эпизоды в кулинарном классе, во время футбольного матча или просто бесцельное наблюдение за проезжающими автомобилями.
Обозреватель журнала «Backseat Mafia», спустя более 30 лет после премьеры, считает «Девушку Грегори» одним из луших фильмов британского кинематографа, подчёркивает его почти детскую искренность и непосредственность, а к главной заслуге режиссёра относит его умение сфокусироваться на бедах и радостях молодых людей вне социальных или иных привнесённых факторов.